# Джоэл, Йель
Йель Джо́эл (англ. Yale Joel; 1919, Бронкс, Нью-Йорк, США — 13 сентября 2006, Нью-Йорк, США) — американский фотограф, фотокорреспондент журнала Life.
Во время Второй мировой войны служил в американской армии в качестве военного корреспондента. Вернувшись после окончания войны на родину, поступил в 1947 году на работу в журнал Life, где затем трудился в течение 25 лет. Был сотрудником корпунктов журнала в Вашингтоне, Париже, Бостоне и Нью-Йорке, летописал американскую жизнь на Восточном побережье. 
Для своих съёмок часто использовал необычное фотографическое оборудование собственного изготовления, что позволяло ему достигать необычных эффектов изображения, за что за ним закрепилась слава «фотографа невозможного».
Среди знаменитых фотографий Джоэла — портрет адмирала Хаймана Риковера внутри ядерного реактора, геометрически выверенный портрет французского комедианта Жака Тати в Нью-Йорке, портрет изобретателя трёхмерных шахмат Ерванда Когбетлянца внутри его изобретения, групповая фотография 1500 сотрудников Диснейленда. Так, когда ни один фотограф не смог сделать после завершения строительства полную фотографию только что законченного небоскрёба Time-Life Building в Чикаго, Джоэл нашёл на блошином рынке 80-летнюю деревянную фотокамеру и с её помощью сделал фотографию.
Скончался 13 ноября 2006 года в Нью-Йорке от остановки сердца.